# Flughafen Desierto de Atacama

i8
i11
i13
Der Flughafen Desierto de Atacama, auch Flughafen Copiapó, auf Spanisch Aeropuerto Desierto de Atacama, was zu Deutsch so viel wie Flughafen Atacamawüste bedeutet, (IATA: CPO; ICAO: SCAT) ist ein regional bedeutender Verkehrsflughafen in der Región de Atacama in Chile. Er befindet sich circa 50 Kilometer nordwestlich von Copiapó an der Panamericana und nahe der Stadt Caldera. Der Flughafen wird ausschließlich zivil genutzt und fertigt nur Inlandsflüge ab.

## Geschichte
Der Aeropuerto Desierto de Atacama wurde im Januar 2005 eingeweiht und ersetzte damit den veralteten sowie zu kleinen Flugplatz Chamonate.
Der kommerzielle Passagierflugverkehr stellt knapp 75 Prozent der Flugbewegungen dar, die restlichen gut 25 Prozent entfallen auf die Allgemeine Luftfahrt. Die mit weitem Abstand verkehrsstärkste Strecke ab dem Flughafen ist die Strecke in die Hauptstadt Santiago de Chile, die von allen am Flughafen aktiven Linienfluggesellschaften angeboten wird.
Mit Stand von 2020 wird der Flughafen von den drei größten chilenischen Fluggesellschaften, LATAM, Sky Airline und JetSmart, angeflogen. Es bestehen allerdings nur Verbindungen nach Santiago de Chile.

## Infrastruktur
Das Terminal des Flughafens ist vom moderner Architektur und besteht aus einer geschwungenen Konstruktion aus Holz, Metall und Stahl. Das Flughafengebäude ist 3100 Quadratmeter groß. Das Gebäude ist ohne Fluggastbrücken gebaut, sodass man die Flugzeuge über Treppen besteigen oder verlassen muss. Der Flughafen besitzt einen Tower, aber keine weiteren Hangars oder ähnliches.
Die einzige Start- und Landebahn des Flughafens besitzt eine Länge von etwa 2200 Metern und ist damit auch für Flugzeuge wie den Airbus A319 und A320 oder Boeing 737 erreichbar. Sie ist darüber hinaus mit einem Instrumentenlandebahnsystem versehen.